# Vinterkyss
Pour plus de détails, voir Fiche technique et Distribution.
Vinterkyss est un film norvégien co-écrit et réalisé par Sara Johnsen et sorti en 2005.

## Intrigue
Lorsque son fils meurt lors d’un entraînement de hockey, Victoria déménage en Norvège et obtient un emploi de médecin. Elle essaie d’oublier et d’aller de l’avant, mais les souvenirs lui reviennent lorsqu’on lui confie la tâche d’annoncer à un couple que leur fils a été retrouvé mort dans la neige. La police considère qu’il s’agit d’un accident, mais elle commence à enquêter sur l’affaire par elle-même.

## Fiche technique
- Titre original :  Vinterkyss
- Réalisation : Sara Johnsen
- Scénario : Ståle Stein Berg, Sara Johnsen
- Photographie : Odd Reinhardt Nicolaysen
- Montage : Zaklina Stojcevska
- Musique : Ståle Caspersen
- Production :
- Sociétés de production :
- Pays de production : Norvège
- Langue originale : norvégien
- Format : couleur
- Genre :
- Durée : 84 minutes
- Dates de sortie[1] :
  - Suède : 2 février 2005 (Göteborg Film Festival)
  - Norvège : 11 février 2005
  - Suède : 11 mars 2005
  - Belgique : 7 juillet 2005 (Brussels European Film Festival)

## Distribution
- Annika Hallin : Victoria
- Kristoffer Joner : Kai
- Fridtjov Såheim : Stein
- Göran Ragnerstam (sv) : Filip
- Linn Skåber : Wibeke
- Axel Zuber (sv) : Sune
- Jade Francis Haj : Darjosh
- Michalis Koutsogiannakis : le père de Darjosh
- Mina Azarian : la mère de Darjosh
- Trine Wiggen : Gerd

## Récompenses et distinctions
- (en) Vinterkyss: Awards, sur l'Internet Movie Database